# Мориарти, Амвросий Джеймс
Амвро́сий (Э́мброуз) Джеймс Мориа́рти (англ. Ambrose James Moriarty; 9 августа 1870, Стокпорт, Великобритания — 3 июня 1949, Шрусбери, Великобритания) — католический прелат, ординарий епархии Шрусбери.

## Биография
Амвросий Джеймс Мориарти родился 9 августа 1870 года, жил по адресу Моттрам-стрит, 38, Стокпорт, Чешир. Получил образование в Коттон-колледже в Оскотте и Английском колледже в Риме. Вступил в священнический сан 10 марта 1894 года, после чего приехал в Шрусбери, чтобы помочь своему дяде. Затем стал каноником местного собора, а с 1897 года исполнял обязанности викария. Позднее, с 1897 по 1932 год, был ответственным священником в соборе, а также занимал должности каноника-богослова с 1910 года, генерального викария с 1925 года и проректора соборного капитула с 1927 года.
В общественной жизни Шрусбери он был членом школьного совета с 1898 года, а затем стал вице-председателем Комитета по образованию Шрусбери, который заменил совет в 1902 году. На протяжении всей своей жизни он оставался активным членом Комитета свободной библиотеки Шрусбери и совета Шропширского археологического общества.
18 декабря 1931 года его назначили коадъютором епископа Шрусбери и титулярным епископом Милетополя. Хиротония в епископы состоялась 28 января 1932 года, осуществляющим освящение был Томас Лейтон Уильямс, архиепископ Бирмингема, а сослужили Джон Патрик Барретт, епископ Плимута и Хью Синглтон, епископ Шрусбери. 17 декабря 1934 года Мориар стал епископом Шрусбери. В 1944 году его назначили помощником Папского престола, в этот же год его отметили золотым юбилеем священства, и ему был вручен чек на 3,450 фунтов стерлингов от духовенства и мирян его епархии. Он решил пожертвовать эти средства на финансирование обучения священников из своей епархии в Английском колледже.
В возрасте 78 лет Мориар скончался 3 июня 1949 года в своей официальной резиденции, Доме Совета в Шрусбери. Его похоронили в могиле его дяди на общем кладбище Шрусбери на Лонгден-роуд после проведения заупокойной мессы в соборе Шрусбери.